# Навальнева, Клара Васильевна
Клара Васильевна Навальнева (1927 — 28 сентября 1942) — юная герой-пионер Великой Отечественной войны, замучена и убита фашистами в сентябре 1942 года.

## Биография
Родилась в 1927 году в городе Кореновске Северо-Кавказского края, в многодетной семье, в которой росло ещё двое детей. Девочка рано потеряла отца: он был убит в 1933 году кулаками. Сначала она училась в школе № 2, но в 1938 году перевелась и стала учащийся школы № 1 города Кореновска. В 1942 году, когда немцы оккупировали территорию города, ей было пятнадцать лет.
Клара Навальнева и её подруга Венера Павленко, чтобы как можно меньше пересекаться с немецкими солдатами, летом 1942 года часто уходили за город к реке в безлюдное место. В сентябре 1942 года в ходе воздушного боя над небом Кореновска, был сбит отечественный самолёт. Успевшие десантироваться раненные лётчики скрылись в камышах у реки Бейсужок. Клара и Венера обнаружили советских солдат и стали помогать им восстанавливаться: обеспечивали их лекарствами, едой, одеждой. С медикаментами помогла медсестра Нина Васильевна Фурсенко, с одеждой — заведующая библиотекой Лидия Ивановна Попова, передавшая лётчикам костюмы своего сына.
Пришло время солдатам перебираться за линию фронта. Комсомолки взяли лошадей в колхозе «9-е января» и с их помощью лётчики покинули окрестность города. За девочками же уже была установлена слежка. Как только они появились в станице их сразу же арестовали. Зверски пытали. Герои молчали. Немцы приняли решение отправить подруг в душегубку (грузовик для уничтожения людей выхлопными газами), вместе с другими нарушителями оккупационного режима. По другой версии, их расстреляли. Перед смертью Венера запела свою любимую песню «Ночь над Белградом». Жизнь комсомолок оборвалась геройски 28 сентября 1942 года.
Указом Президиума Верховного Совета СССР от 20 мая 1968 года Клара Навальнева была награждена медалью «За отвагу» посмертно.
Юный герой Великой Отечественной войны похоронена в центре города Кореновска в братской могиле, у Вечного огня.

## Память
- Школа № 17 г. Кореновска носит имя Клары Навальневой.
- Один из переулков города Кореновска назван именем школьницы.
- Поэму «Вечная юность», посвящённую подвигу Венеры и Клары, написал кубанский поэт И. В. Беляков.